# Natočto!
Natočto! byl zábavný a soutěžní televizní pořad z produkce TV Nova, který moderoval herec Petr Rychlý.
Natočto! byl pořadem předvádějícím vtipné situace zachycené domácí videokamerou obyčejnými lidmi po celém světě. Navíc do každého dílu pořadu byly vybrány tři domácí videa natočená v České republice. Jejich autoři byli do pořadu pozváni a publikum v hledišti rozhodovalo o tom, které ze tří videí je nejvtipnější, a to pomocí hlukoměru, který změřil hluk při potlesku publika jako reakce na daný videoklip. Autor vítězného klipu byl poté odměněn videokamerou.
Petr Rychlý jednotlivé sady domácího videa navíc prokládal svými scénkami, ve kterých často sehrával dvojrole. Takové skeče vznikaly pomocí počítačové trikové technologie.
Na Slovensku vysílala Natočto! stanice TV JOJ.

## Podobné pořady
- Neváhej a toč